# Sailing to Philadelphia
Sailing to Philadelphia är Mark Knopflers andra soloalbum efter uppbrottet från Dire Straits. Det gavs ut i september 2000 på Warner Bros. Records. Albumet gästas bland annat av James Taylor och Van Morrison.
Låtarna What It Is, Sailing to Philadelphia och Silvertown Blues gavs även ut som singlar.

## Låtlista
Samtliga låtar skrivna av Mark Knopfler
1. "What It Is" - 4:57
2. "Sailing to Philadelphia"  - 5:29 (duett med Mark Knopfler och James Taylor)
3. "Who's Your Baby Now" - 3:05
4. "Baloney Again" - 5:09
5. "The Last Laugh" - 3:22 (duett med Mark Knopfler och Van Morrison)
6. "Do America" - 4:12
7. "El Macho" - 5:29
8. "Prairie Wedding" - 4:26
9. "Wanderlust" - 3:52
10. "Speedway at Nazareth" - 6:23
11. "Junkie Doll" - 4:34
12. "Silvertown Blues" - 5:29
13. "Sands of Nevada" - 3:57

## Medverkande
- Mark Knopfler - gitarr, sång
- Richard Bennett - gitarr
- Jim Cox - piano, orgel
- Guy Fletcher - keyboard, sång
- Glenn Worf - bas
- Chad Cromwell - trummor

Övriga:
- James Taylor - sång på "Sailing to Philadelphia"
- Van Morrison - sång på "The Last Laugh"
- Gillian Welch - sång på "Prairie Wedding" och "Speedway at Nazareth"
- David Rawlings - sång på "Prairie Wedding" och "Speedway at Nazareth"
- Glenn Tilbrook - sång på "Silvertown Blues"
- Chris Difford - sång på "Silvertown Blues"
- Paul Franklin - pedal steel guitar på "Sailing to Philadelphia", "Prairie Wedding", "Wanderlust", "Speedway at Nazareth", "Sands of Nevada", "One More Matinee"
- Danny Cummings - slagverk på "Who's Your Baby Now", "El Macho", "One More Matinee"
- Mike Henderson - mandolin på "Junkie Doll"
- Aubrey Haynie - fiol på "What It Is", "Speedway at Nazareth"

## Produktion
- Producenter - Mark Knopfler, Chuck Ainlay
- Art Direction - Sandy Choron
- Design - Harry Choron
- Fotograf av framsidan - Jose Molina/Graphistock
- Fotograf av baksidan - James Gritz/Photonica
- Porträttfoto - Andrew Williams
- Övriga foton - Ben Mikaelsen

## Listor
| Albumlista     | Position |
| -------------- | -------- |
| Tyskland       | 1        |
| Italien        | 1        |
| Norge          | 1        |
| Schweiz        | 1        |
| Österrike      | 2        |
| Island         | 2        |
| Nederländerna  | 2        |
| Sverige        | 2        |
| Spanien        | 2        |
| Danmark        | 3        |
| Finland        | 3        |
| Belgien        | 4        |
| Portugal       | 4        |
| Storbritannien | 4        |
| Frankrike      | 7        |
| Nya Zeeland    | 10       |
| Australien     | 16       |
| Kanada         | 19       |
| Irland         | 19       |
| Billboard 200  | 60       |

## Singlar

### What It Is
What it is var den första singeln som släpptes från albumet.

#### Låtlista
CD-singel
1. "What It Is"
2. "The Long Highway"

Maxi CD-singel
1. "What It Is"
2. "Let's See You"
3. "The Long Highway"
4. "Camerado"

### Sailing to Philadelphia
Sailing to Philadelphia var den andra singeln som släpptes från albumet.

#### Låtlista
CD-singel
1. "Sailing to Philadelphia"
2. "Going Home" (live)

Maxi CD-singel
1. "Sailing to Philadelphia"
2. "Going Home" (live)
3. "Baloney Again" (live)
4. "El Macho" (live)

### Silvertown Blues
Silvertown Blues var den tredje och sista singeln som släpptes från albumet.

#### Låtlista
1. "Silvertown Blues"
2. "Do America"